# أوردواي (كولورادو)
أوردواي (بالإنجليزية: Ordway, Colorado) هي بلدة تقع في مقاطعة كرولي، كولورادو بولاية كولورادو في الولايات المتحدة. تبلغ مساحتها 2 (كم²)، وترتفع عن سطح البحر 1314 م، بلغ عدد سكانها 1248 نسمة في عام 2000 حسب إحصاء مكتب تعداد الولايات المتحدة وتصل الكثافة السكانية فيها 624 نسمة/كم2.

## وصلات خارجية
- - The US50 - Cities and Towns in Colorado State
- Colorado Cities and Towns, Facts, Map, Flag, Colleges, Government, and More